# Anolis richardii
Espèce
Synonymes
- Dactyloa richardii (Duméril & Bibron, 1837)
- Anolis occipitalis Gray, 1840
- Anolis stenodactylus Gray, 1840
- Anolis trossulus Garman, 1887

Anolis richardii est une espèce de sauriens de la famille des Dactyloidae.

## Répartition
Cette espèce se rencontre à Tobago, à la Grenade, aux Grenadines et à Saint-Vincent.
Elle a été introduite au Suriname.

## Étymologie
Cette espèce est nommée en l'honneur de Louis Claude Marie Richard.

## Publication originale
- Duméril & Bibron, 1837 : Erpétologie Générale ou Histoire Naturelle Complète des Reptiles. Librairie. Encyclopédique Roret, Paris, vol. 4, p. 1-570 (texte intégral).